# Uxía Blanco
Uxía Blanco Iglesia (nacida en 1952 en Touro, La Coruña, España) es una actriz española.

## Biografía
Licenciada en Geografía e Historia, y tras haber ejercido la docencia en diversos centros de enseñanza secundaria, es una actriz que desde los años 70 participa en numerosos montajes teatrales, pero no es hasta finales de los años 80 cuando da el salto al cine de la mano de Chano Piñeiro, protagonizando Sempre Xonxa, primer largometraje de la ficción gallega.
Desde entonces ha participado en otras películas, destacando su intervención en La lengua de las mariposas, adaptación al cine de José Luis Cuerda de un relato de Manuel Rivas cuyo título original en gallego es A lingua das bolboretas y que formaba parte del libro ¿Que me queres, amor?
En televisión ha participado en la serie Mareas vivas, éxito de la TVG, y a nivel nacional destaca su colaboración en Cuéntame cómo pasó.
Como presentadora ha colaborado en otro emblemático espacio de la TVG, el programa Luar. Más tarde contó con un espacio propio sobre cine, DeZine.
Además, también presentó As viaxeiras da lúa y dirigió y escribió en 1984 el corto O Segredo.

## Películas
- Sempre Xonxa (1989), de Chano Piñeiro. Como Xonxa.
- Huidos (1993), de Sancho Gracia. Como María.
- Contar (1994), de Manuel Abad. Como Mujer.
- Hermana, pero ¿qué has hecho? (1995), de Pedro Masó.
- La lengua de las mariposas (1999), de José Luis Cuerda. Como Rosa.
- Tierra del fuego (2000), de Miguel Littín. Como Madre Silveira.
- Dagon, la secta del mar (2001), de Stuart Gordon. Como Madre de Ezequiel.
- Joc de mentides (2003) (TV), de Lluís Zayas.
- La velocidad funda el olvido (2005), de Marcelo Schapces.
- Mis estimadas víctimas (2005) (TV), de Pedro Costa. Como Carmen.
- Somne (2005), de Isidro Ortiz. Como María Ruiz.
- La Atlántida (2005) (TV), de Belén Macías. Como Asunción Mihura.
- Hotel Tívoli (2006), de Antón Reixa. Como Mabel.
- Contar de memoria (2006), de Marcelo Schapces.

## Cortometrajes
- Atlántico Express (1995), de Alber Ponte. Como Hija.
- Lorca, Santiago y seis poemas gallegos (1999), de Alber Ponte.
- Alzheimer (2000), de Álex Sampayo. Como Comisaria Europea.
- Galáctea: A conquista da via láctea (2001), de Cora Peña.
- Castelao. De chumbo a verba (2016), de Miguel López

## Televisión

### Como actriz de personajes fijos o recurrentes
- Mareas Vivas (1998). (6 episodios). TVG. Como Helena.
- Cuéntame cómo pasó (2001). (7 episodios). La Primera de TVE. Como Esperanza.
- Manolito Gafotas (2004). (4 episodios). Antena 3. Como Sita Espe.
- Libro de familia (2006-). (37 episodios). TVG. Como Lupe.
- Serramoura (2014-). TVG. Como Dona Teresa.

### Como actriz de personajes episódicos
- Makinavaja (1994). TVE.
- Pratos combinados (1995). TVG.
- El comisario (2000). (3 episodios). Telecinco.
- Hospital Central (2002). (1 episodio). Telecinco. Como Noemí García
- Hospital Central (2007). (2 episodios). Telecinco. Como Matilde, madre de Laura

### Como presentadora
- Luar (1992). Colaboración. TVG.
- DeZine (1998). TVG.

## Teatro
- Ollares de perfil (Teatro libre do Brasil)
- The Days Before

## Premios
- Premio Zarauz del público por Sempre Xonxa.
- Premio a la mejor interpretación femenina por La lengua de las mariposas.